# 増山さやか
増山 さやか（ますやま さやか、1966年5月27日 - ）は、ニッポン放送のアナウンサー、CP局アナウンス室長。現姓：松岡。夫は構成作家の松岡昇。愛称は、増山様。

## 来歴
埼玉県所沢市出身。1989年3月武蔵野美術大学造形学部基礎デザイン学科卒業。卒業後はデザイン系の仕事に就くつもりがなく、ものを読むことが好みだったため、アナウンサーになる事を目的に就職活動を行い、同年4月ニッポン放送に入社。同期は、元ディレクター、プロデューサーで現：ビジネス開発センター長の節丸雅矛、現・取締役（編成担当）、元執行役員コンテンツプランニング局長、ディレクター、スポーツ部長、編成局長の瀬尾伊知郎、元ディレクター、エンターテインメント開発部副部長、不動産投資家の菅沼尚宏（アユカワタカヲ）、元ディレクター、現・ホリプロ代表取締役会長兼社長の堀義貴。
主にバラエティ番組のアシスタントを担当。1999年3月27日に高田文夫に師事していた、構成作家の松岡昇と結婚。2000年1月付の人事にて、編成局制作部アナウンス室チーフ（主任）に昇進。その後、後輩の増田みのりの新人アナウンサー研修を担当。2001年3月から産休に入り、同年9月長女を出産。翌年2002年4月に現場復帰。その後、2012年に制作部アナウンス室担当副部長、2017年付人事にて、アナウンス室長に昇進。

## 人物
- 担当していた『小泉総理ラジオで語る』にて、当時：内閣総理大臣であった小泉純一郎が2004年9月にブラジルへ外遊を行ったため、番組収録都合で増山も同行し、現地にて収録を実施した。
- 実年齢と比例して見た目が若く見られるためネタにされる事が多く、松岡と親交のある三谷幸喜が驚いたと明かしており[7]、明石家さんまから「半世紀ちゃん」とニックネームを名付けられた[8]。
- 番組放送中、手持ち資料に渦巻の落書きを描くことがある[9]。前述の学生時代にデザイン系勉学をしていた事もあり、番組ノベルティ品にイラストを入れる場合がある[10][11]。

## 出演番組

### 現在

#### ラジオ
- 辛坊治郎ズーム そこまで言うか!（月曜〜木曜アシスタント） - 2014年4月5日 - 2017年9月30日、2019年8月26日 -
- 春風亭一之輔 あなたとハッピー!（金曜アシスタント） - 2019年4月5日 -
- 明石家さんま オールニッポン お願い!リクエスト（アシスタント）[12] - 2017年4月17日、8月21日、10月21日、2018年3月4日、6月16日、10月21日[13]、12月16日、2019年2月10日、4月15日、6月10日、2020年2月17日、6月8日、10月23日
- 三宅裕司のサンデーヒットパラダイス (世界のマコさま!)
- ドクターズボイス～根拠ある健康医療情報に迫る！～〈ナレーション〉 - 2022年10月3日 -

### 過去

#### テレビ
- お笑いネスクトブレーカー（BSフジ）- 2005年10月 - 2006年3月
- 中山秀征の有楽町で逢いまSHOW（歌謡ポップスチャンネル）- 2014年1月 - 2014年7月

#### ラジオ
- 加納徹也のゴルフワンポイントレッスン[14]（アシスタント） - 1989年10月 - 1990年3月
- 高杢禎彦のサンデーヒットパラダイス（アシスタント） - 1990年1月21日 - 1990年9月29日
- そのまんま東のぐらぐらグラッチェ（アシスタント） - 1990年10月 - 1991年3月
- 吉幾三 今夜も行くぞ!60分（アシスタント） - 1991年 - 1992年
- そこまでいうか! 日高晤郎の熱血!正義の60分（アシスタント） - 1992年10月 - 1993年3月
- いまに哲夫のグッドモーニングニッポン（アシスタント） - 1993年 - 1994年
- 峰竜太・梨元勝の突撃!追跡!ウワ!サタデー（アシスタント） - 1993年4月 - 1994年3月
- 加トちゃんのビバノンラジオ全員集合（アシスタント） - 1994年10月3日 - 1996年3月29日
- 土曜だ!いい朝KOASAクン（アシスタント） - 1998年7月4日 - 1999年7月3日
- 増山さやかのウィークエンド歌謡スペシャル（パーソナリティ） - 1990年4月7日 - 1993年4月3日
- 増山さやかのサンデーモーニングポップス（パーソナリティ） - 1998年 - 2000年
- ミュージック･イン･ハイフォニックサンデー（パーソナリティ） - 2000年4月3日 - 2001年3月30日
- ようこそ長嶋茂雄です!（アシスタント） - 2002年6月 - 2003年6月
- 小泉総理 ラジオで語る （インタビュアー） - 2003年1月18日 - 2006年7月22日
- 清水ミチコの日曜はマネよ（アシスタント） - 2004年4月4日 - 2005年3月27日
- 小椋佳〜このひと このうた このドラマ（アシスタント） - 2005年10月7日 - 2009年9月14日
- 笑福亭鶴光 デジラジキングダム（アシスタント） - 2005年10月9日 - 2006年3月
- 田崎真也のワインはV（アシスタント） - 2006年10月3日 - 2007年3月27日
- ビジネスショウアップ（インタビュアー） - 2007年 - 2014年
- 笑福亭鶴光のサンデー○○リクエスト（アシスタント） - 2007年10月 - 2008年3月
- 竹中平蔵 ON AND ON（アシスタント） - 2007年10月 - 2010年9月
- 伊吹文明 ニッポンの息吹を聴こう（アシスタント） - 2007年11月7日 - 2008年3月
- 小倉智昭のラジオサーキット（アシスタント）- 2009年4月4日 - 2012年3月31日
- 所ジョージのオールナイトニッポンGOLD（パートナー） - 2009年11月 - 2010年6月24日
- 上柳昌彦のお早うGoodDay!（アシスタント）※木、金曜 - 2009年4月2日 - 2010年6月25日
- 山田花子と杉本彩と増山さやかのちょっとどうなのよ? （パーソナリティ）※進行担当 - 2006年10月8日 - 2007年3月18日
- 高嶋ひでたけのあさラジ!（アシスタント） - 2012年11月23日 - 2013年3月29日※金曜、 2014年7月3日 - 2017年3月31日※木、金曜
- ザ・フォーカス（アシスタント） - 2019年9月30日 - 2020年6月4日
- マイケアプレシャスタイム ガッツ石松の人生いろいろ OK牧場（アシスタント） - 2016年2月7日 - 2017年3月12日
- ライフ イズ ビューティフル（パーソナリティ） -  - 2004年3月28日
- サンデーかしましラジオ（パーソナリティ） - 2010年4月11日 - 6月20日
- どうですか歌謡曲（パーソナリティ）※NRN裏送り - 2013年9月2日 - 2014年6月27日
- お願い!DJ!克也とミッちゃんはっぴぃウィークエンド（中継リポーター） - 1999年7月10日 -
- 香里奈の@llnightnippon.com（アシスタント）2002年9月10日
- 初日の出!笑福亭鶴光の落語でおめでとう（アシスタント） - 2006年1月1日
- 笑福亭鶴光と増山さやかのサウンドコレクション（アシスタント） - 2007年6月23日
- 垣花正と増山さやかのオールサマーニッポン（パーソナリティ） - 2007年8月19日
- ラジオで安心 みんなの防災 2014（アシスタント） - 2014年9月6日
- テリー伊藤のってけラジオ （代打パーソナリティ） - 2006年8月8日、2007年5月21日、2007年5月10日
- 高嶋ひでたけの特ダネラジオ 夕焼けホットライン（代理アシスタント） - 2007年6月29日
- 垣花正 あなたとハッピー!（代理リポーター） - 2009年2月27日・3月6日
- 松本秀樹のGood Life=Dog Life（代理アシスタント） - 2012年11月9日、16日
- SHELLY GO ROUND（代理パーソナリティ） - 2014年6月7日
- オールナイトニッポン MUSIC10（代理パーソナリティ）- 2017年9月14日、10月12日、11月30日、12月7日、2018年12月24、31日、2019年5月6日
- ザ・ボイス そこまで言うか!（代理パーソナリティ、ゲスト） - 2016年11月3日、2018年3月7日
- 飯田浩司のOK! Cozy up!（代理アシスタント） - 2018年9月19日
- 目覚ましかぼちゃモーニング（ナレーション）1989年4月-1998年3月
- ガチャピン・ムックのパジャマDEナイト（ナレーション） - 2008年9月29日 - 2010年3月29日
- ポルノグラフィティ岡野昭仁のオールナイトニッポン（クイズコーナーナレーション）
- 目覚ましかぼちゃモーニング（ナレーション） - 1989年4月 - 1998年3月
- ポルノグラフィティ岡野昭仁のオールナイトニッポン（クイズコーナーナレーション）
- 三宅裕司のサンデーハッピーパラダイス（ナレーション）
- 進研ゼミ高校講座Presents 目からウロコ!24（ナレーター） - 2004年10月 - 2007年3月
- オードリーのオールナイトニッポン（ナレーション）
- 半田健人のオールナイトニッポン（クイズコーナーナレーション）
- ゆずのオールナイトニッポンGOLD（ナレーション）
- ますおかちゃんねる（ナレーション） - 2007年4月6日 - 2012年3月30日
- KAT-TUN スタイル（木曜日コーナーナレーション）
- 坂崎幸之助と吉田拓郎のオールナイトニッポンGOLD（ナレーション）
- 三宅裕司のサンデーハッピーパラダイス（ナレーション）
- 土屋礼央 レオなるど（アシスタント[15]） - 2016年3月29日 - 2019年3月28日
- Billboard JAPAN HOT100 COUNTDOWN（アシスタント） - 2017年10月7日 - 2019年9月28日
- あなたにハッピー・メロディ(パーソナリティ) - 2019年4月1日 - 9月27日

#### インターネット動画配信
- ブロードバンド!ニッポンサタデースペシャル 涙のメールりくえすと(LFX mudigi)※パーソナリティ - 2003年9月 - 2006年9月

## その他

### CM
- 寺岡精工
- 東日本電信電話
- 帝都自動車交通
- フジサンケイ ビジネスアイ
- 箱根 彫刻の森美術館
- くるまやラーメン
- イトーヨーカドー
- 学研ホールディングス
- 東京ミネルヴァ法律事務所
- 横浜関内法律事務所
- ワタミ
- イオン
- 多慶屋
- 競馬エイト
- 関東電気保安協会
- 久月
- 三菱UFJ信託銀行
- イワセ産興
- ニッポン放送ブランディア
- Friendly House ITAKURA（株式会社板倉商事）
- 関東受信環境クリーン協議会
- Pairs（ペアーズ）
- YAMABISHI
- 板硝子協会
- セレモ
- 千葉興業銀行
- 神奈川県トラック協会

### CD
- 沈黙の艦隊 ヴァーチャルサウンドムービー  - MRCA-20012（1993年3月19日）※アナウンサー役

### 音源配信
- iJockey 聴いてみたい心に残るあの名句 ポニーキャニオン（2006年1月11日）

### 映画
- 海よりもまだ深く （2016年5月21日公開、ギャガ）[16]‐ DJの声